# Carlo Ier Bertoleoni
Carlo Bertoleoni, né en 1845 à Tavolara où il est décédé le 31 janvier 1928, est le troisième roi (cryptarque) de l'île de Tavolara, située au nord-est de la Sardaigne, sous le nom de Carlo Ier. Fils aîné du roi Paolo, il lui succède en 1886.  
Sous son règne, le royaume de Tavolara commença alors à intéresser les grands de ce monde, puisque la reine Victoria n'hésita pas à envoyer en 1900 un photographe de sa cour, afin qu'un cliché des Bertoleoni soit réalisé, dans le but d'enrichir sa galerie de portraits des familles régnantes d'alors. 

## Biographie
Fils de Paolo Bertoleoni et de Pasqua Favale, Carlo est né en 1845, lors de l'accession au trône de son père. Après que le roi soit tombé malade en 1882, sa femme Pasqua Favale agit comme régente jusqu'à sa mort le 30 mai 1886. Carlo lui succède alors. 

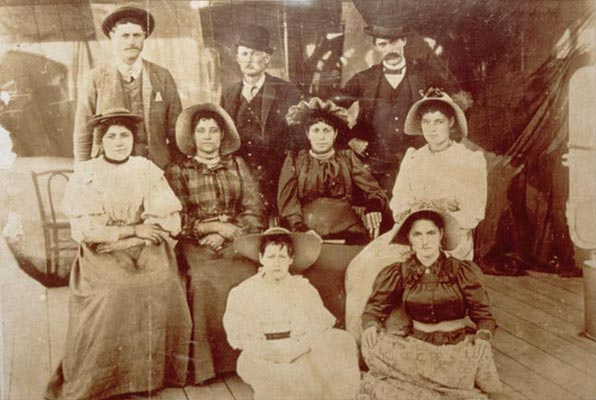
Photographie du roi Carlo avec sa famille.

À l'été 1900, le navire de la marine britannique HMS Vulcan visite Tavolara et les officiers prirent une photo du roi Carlo et de sa famille à accrocher dans la collection de portraits royaux de la reine Victoria au palais de Buckingham.  
Contrairement à son père et son grand-père, Carlo n'avait pas l'ambition de gouverner. Il aurait dit : « Je me fiche d'être roi. Il me suffit d'être aussi présentable que mon père. » Il fut cependant persuadé de régner jusqu'à sa mort, qui fut signalée soit le 6 novembre 1927, à Olbia, soit le 31 janvier 1928 à Vintimille sur la Riviera italienne. Son fils, Paolo, lui succède sous le nom de Paolo II.

## Descendance
Marié à Maddalena Favale, Carlo Bertoleoni est le père de deux enfants : 
- Paolo Bertoleoni, qui lui succède en 1928 ;
- Pasqua Bertoleoni.